# Jean-Yves Thibaudet
Jean-Yves Thibaudet (Lione, 7 settembre 1961) è un pianista francese.

## Esordi e attività concertistica
Ha iniziato lo studio del pianoforte a cinque anni, debuttando in pubblico a sette. A dodici anni è stato ammesso al Conservatorio di Parigi, studiando con Aldo Ciccolini e con Lucette Descaves, amica e collaboratrice di Ravel. A quindici anni ha vinto il Primo Premio del Conservatorio e a diciotto il premio Young Concert Artist Auditions di New York.
Si è esibito nei maggiori teatri del mondo in veste di solista con importanti orchestre, in formazioni da camera e in recital individuali.
Ha suonato con le orchestre di Chicago,  Los Angeles,  New York,  San Francisco,  Philadelphia,  Cincinnati,  Cleveland,  Atlanta,  Baltimora,  Detroit negli USA, con le orchestre di Londra, Parigi, Lipsia, Monaco, Colonia, Francoforte, Bilbao in Europa, nonché con l'Orchestre Nationale de France, BBC Symphony Orchestra, Orchestre de Cannes-Provence e tante altre.
È stato diretto da Vladimir Ashkenazy, Valery Gergiev, Riccardo Chailly, Charles Dutoit.
Ha suonato con partner affermati (Cecilia Bartoli, Yuri Bashmet, quartetto Rossetti) e ha contribuito al lancio di nuovi talenti  (per esempio la violinista Julia Fischer, John Matz).

### Repertorio e incisioni
Pianista dalla tecnica brillante e dal timbro raffinato, specialista dei compositori francesi, ha inciso l'integrale per pianoforte solo e per orchestra dell'opera di Maurice Ravel e Erik Satie e per pianoforte solo di Claude Debussy. Per la Decca Records ha inciso più di 30 dischi, che comprendono, oltre alle già citate incisioni, lavori di Chopin, Rachmaninov, Brahms, Gershwin, Schumann, Vincent d'Indy, Shostakovich, Olivier Messiaen, Mendelssohn, Grieg, Liszt.
- Debussy, Opera compl. per pf. solo, pf. a 4 mani e 2 pf. - Thibaudet/Kocsis/Cassard/ Kontarsky/Shasby/McMahon, 1994/1995 Decca
- Debussy, Opera compl. per pf. Vol 1 - Thibaudet, 1994/1995 Decca
- Debussy, Opera compl. per pf. Vol 2 - Thibaudet, 2000 Decca
- Gershwin, Conc. in fa/Raps. in blu - Thibaudet/Alsop/Baltimore SO, 2009 Decca
- Grieg: Piano Concerto & Chopin: Piano Concerto No. 2 - Jean-Yves Thibaudet/Rotterdam Philharmonic Orchestra/Valery Gergiev, 2000 Decca
- Liszt: Transcriptions - Jean-Yves Thibaudet, 1993 Decca
- Mendelssohn, Conc. pf. n. 1-2/Var. sérieuse - Thibaudet/Blomstedt/GOL, 1997 Decca
- Messiaen, Sinf. turangalila - Chailly/Royal CGO/Thibaudet, 1992 Decca
- Rachmaninov, Conc. pf. n. 1, 2 - Thibaudet/Ashkenazy/Cleveland, 1994/1995 Decca
- Saint-Saëns Franck, Conc. pf. n. 2, 5/Var. sinfoniche - Thibaudet/Dutoit/Suisse Rom., 2007 Decca
- Satie, Mus. per pf. (integrale) - Thibaudet, 2003 Decca
- Satie, Mus. per pf. solo e a 4 mani (integrale) - Thibaudet/Rogé/Collard, 2016 Decca
- Satie, The magic of Satie - Thibaudet, 2002 Decca
- Bartoli, Live in Italy - Thibaudet, 1998 Decca CD/DVD
- Bell, Chausson/Ravel/Fauré/Debussy/Franck - Bell/Thibaudet/Isserlis/Takacs, 1988/1989 Decca
- Thibaudet, Aria. Opera without words - Arr. e trascr. per pf solo, 2006 Decca
- Thibaudet, Concerto di Varsavia - Ashkenazy/Cleveland Orch., 1998 Decca
- Reflections on Duke - Jean-Yves Thibaudet, 1999 Decca

Si è occupato anche di jazz, con incisioni di musiche di Duke Ellington e Bill Evans e ha collaborato alla colonna sonora dei film 
- Ritratto di signora (1996) (suonando brani di Schumann)
- Bride of the Wind (2001)
- Orgoglio e pregiudizio (2005).

### Premi e riconoscimenti
Ha ricevuto svariati premi per alcune sue incisioni (Echo Classical Music Awards 2002 e 2003, Choc de Musique 2003, Diapason d'Or,  Gramophone Award, Edison Prize) e una nomination ai Grammy Awards, nel 2005, per l'incisione dei concerti di Ravel.

Nel 2001 è stato insignito del titolo di Chevalier de l'Ordre des Arts et des Lettres dalla Repubblica Francese e nel 2002 ha vinto il Premio Pegasus del Festival di Spoleto.

### Curiosità
Gli abiti che Thibaudet indossa nei suoi concerti sono disegnati dalla famosa stilista londinese Vivienne Westwood.